# Ливи, Меган
Меган Ливи (англ. Megan Leavey; род. 28 октября 1983 года; Валли-Коттидж, США) — капрал военно-морских сил США, служившая в разыскной службе военной полиции.

## Биография
Ливи выросла в пригороде Валли-Коттидж в штате Нью-Йорк. Ливи поступила на службу в Корпус морской пехоты в 2003 году и находилась в Кэмп-Пендлтоне в штате Калифорния, где она была в паре с военной служебной собакой Рексом (E168).
Пара вместе отработала две командировки в Ирак. Сначала их отправили в Фаллуджу в 2005 году, а затем в Рамади в 2006 году, где они были ранены самодельным взрывным устройством. Ливи была награждена Пурпурным сердцем и медалью за заслуги перед военно-морским флотом и корпусом морской пехоты с буквой «V» за героизм в бою.
Впервые Ливи попыталась усыновить Рекса после травмы в 2007 году, перед тем как она была уволена из армии. Позже, когда у Рекса развился паралич лицевого нерва, который положил конец его обязанностям по обнаружению бомб, Ливи подала прошение в Корпус морской пехоты о возможности стать его хозяином. Они встретились в апреле 2012 года благодаря вмешательству сенатора Чака Шумера. Рекс умер 22 декабря 2012 года от старости.
Ливи и Рекс стали героями биографического фильма «Меган Ливи» 2017 года. Роль Ливи играет актриса Кейт Мара, а сама Меган сыграла в фильме эпизодическую роль «Женщина-инструктор по тренировкам №3».